# Ferreira Pinto
Adriano Ferreira Pinto (ur. 10 grudnia 1979 roku w Quinta do Sol) – brazylijski piłkarz występujący na pozycji pomocnika. W swojej karierze grał w zespołach Galícia, União São João, Virtus Lanciano, Perugia, Cesena, Atalanta BC, Varese, Lecce oraz Ponte San Pietro Isola